# Día del Trono
En el Reino de Marruecos, el Día del Trono (en árabe: عيد العرش‎; en francés: Fête du Trône) se conmemora el día que el actual Rey tomó posesión de su trono, siendo día festivo y por lo tanto, no-laborable. El presente Rey Mohammed VI de Marruecos tomó posesión el 30 de julio de 1999. 
Cada año se realizan ese día varias actividades y ceremonias oficiales en todas las ciudades del país, siendo la más importante el Discurso desde el Trono, en el cual los medios de comunicación nacionales retransmiten el discurso oficial del Rey. Otra actividad relevante es la ceremonia del juramento, por la cual las Reales Fuerzas Armadas juran lealtad a la bandera y al rey.

## Historia
El primer gobernante marroquí en conmemorar su entronización fue sultán Sidi Mohammed Ben Yúsef, conocido como «el padre de la independencia» de Marruecos, ya que en 1957 logró la soberanía del país de la colonización hispano-francesa. Ben Yúsef hizo oficial el Día del Trono en 1934, siete años después de hacerse rey, a partir de la publicación de un decreto ministerial emitido por Mohammed El Mokri el 26 de octubre de ese año. La decisión ministerial tuvo lugar el 31 de octubre de 1934, y fue publicado en el Boletín Oficial del Reino de Marruecos del 2 de noviembre de 1934.